# Avenue des États-Unis (Versailles)
Pour les articles homonymes, voir Avenue des États-Unis.
L'avenue des États-Unis est une voie de circulation de Versailles, en France.

## Situation et accès
L'avenue des États-Unis est dans le prolongement de l'une des trois voies qui rayonnent en éventail à partir de la place d'Armes, devant le château de Versailles : l'avenue de Saint-Cloud, avec l'avenue de Paris et l'avenue de Sceaux. L'avenue de Saint-Cloud est la plus au nord des trois. Elle se dirige vers l'est pendant environ 1 km, avant d'obliquer vers le nord-est et prendre le nom d'avenue des États-Unis.
Cette avenue est dotée de deux voies dans chaque sens de circulation, ainsi que deux contre-allées en sens uniques. Enfin, de larges terre-pleins ont permis la création de pistes cyclables et d'allées piétonnes, ainsi que d'espaces de stationnement le long de la voie régie par un système d'horodateurs.
Cette avenue possède un fort dénivelé car elle quitte la plaine de Versailles pour rejoindre les hauteurs de la forêt de Fausse Reposes en gravissant la côte de Picardie. Ainsi elle passe d'une altitude de 135 mètres au niveau de la place Alexandre 1er à une altitude de 176 mètres au niveau du carrefour de Carrousel.

## Origine du nom
L'avenue des États-Unis s'appelait autrefois avenue de Picardie du nom de la côte qu'elle gravissait. Elle fut renommée des États-Unis en 1937 quelques jours avant l'inauguration du monument à la gloire des forces expéditionnaires américaines de la première guerre mondiale et du général Pershing .

## Historique
Avant que de grands travaux d'urbanisme ne soient entrepris sous le règne de Louis XIV, il n'existait que deux chemins pour se rendre de Versailles à Paris. L'un passait par Saint-Cloud en gravissant la côte de Picardie et l'autre passait par Sèvres en empruntant la vallée du ru de Marivel. Le tracé du chemin gravissant la côte de Picardie sera à l'origine du tracé de l'actuelle avenue des États-Unis.
L'avenue de Picardie constituait un des points d'entrée de la ville de Versailles. Des pavillons d'octroi, de part et d'autre de l'avenue, et des grilles en fer, sur toute la largeur, permettant de contrôler et taxer les marchandises rentrant dans la ville, fonctionnèrent de 1828 à 1937. Les pavillons et les grilles ont disparu. Ils étaient situés à mi-côte, au nord du croisement avec la rue de la Ceinture.
| - Les pavillons et les grilles de l'octroi, situés à l'entrée de Versailles, avenue de Picardie (actuelle avenue des États-Unis). - La côte de Picardie (actuelle avenue des États-Unis) au début du XXe siècle. - Carrefour de la rue de Montreuil et de l'avenue des États-Unis au début du XXe siècle. |